# Daphne miyabeana
Daphne miyabeana är en tibastväxtart som beskrevs av Tomitaro Makino. Daphne miyabeana ingår i släktet tibaster, och familjen tibastväxter. Inga underarter finns listade i Catalogue of Life.

## Bildgalleri

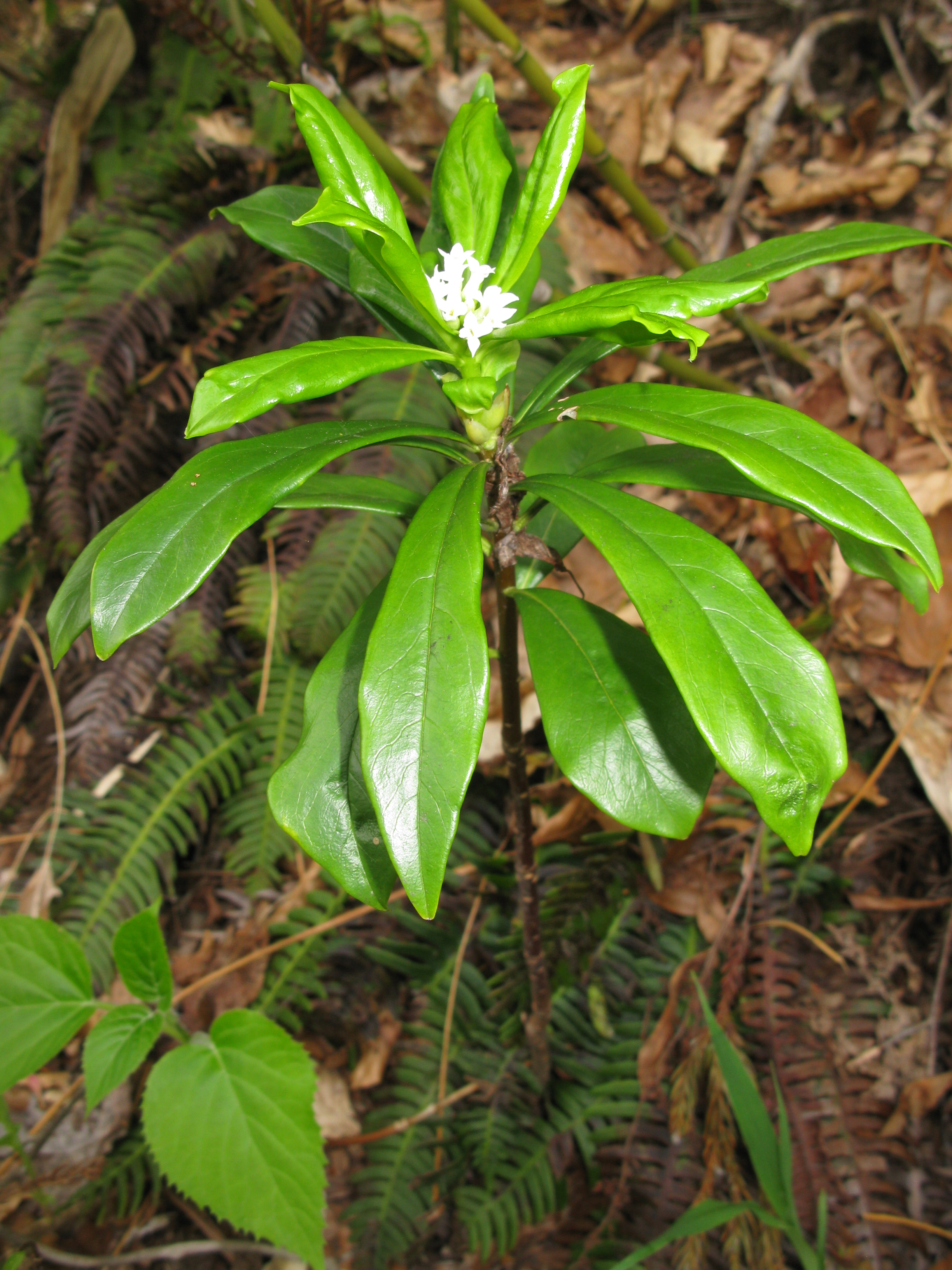
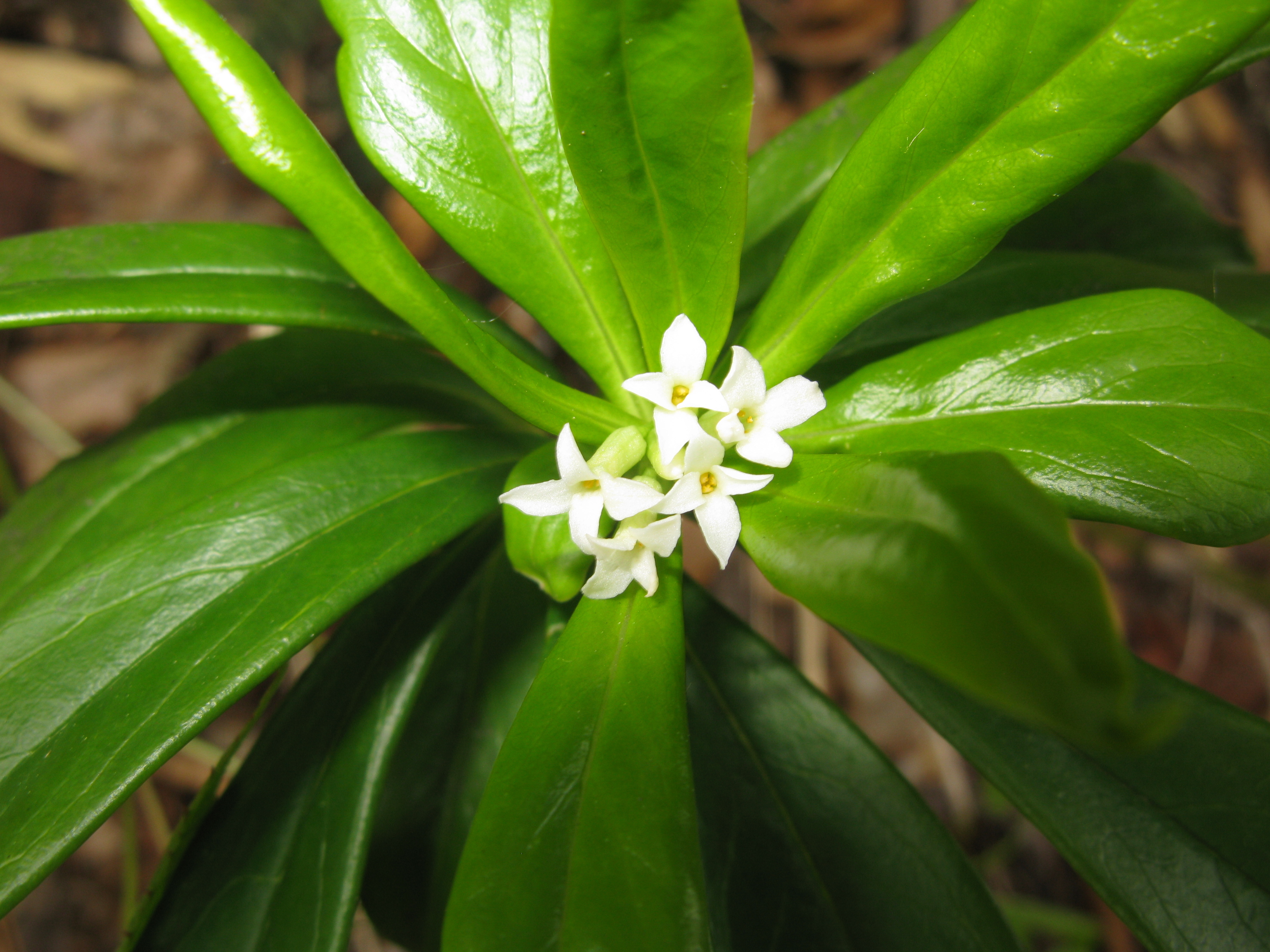
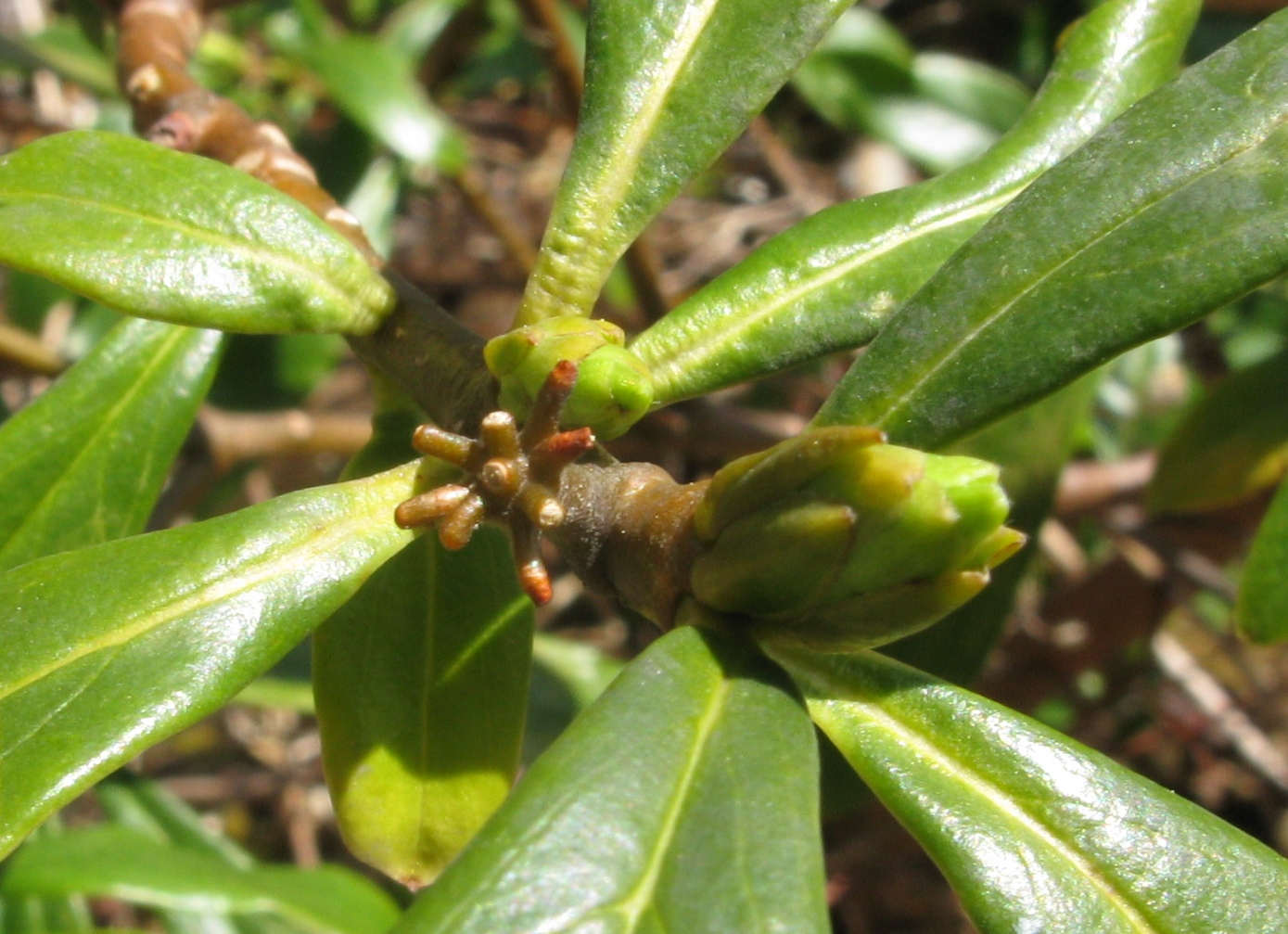
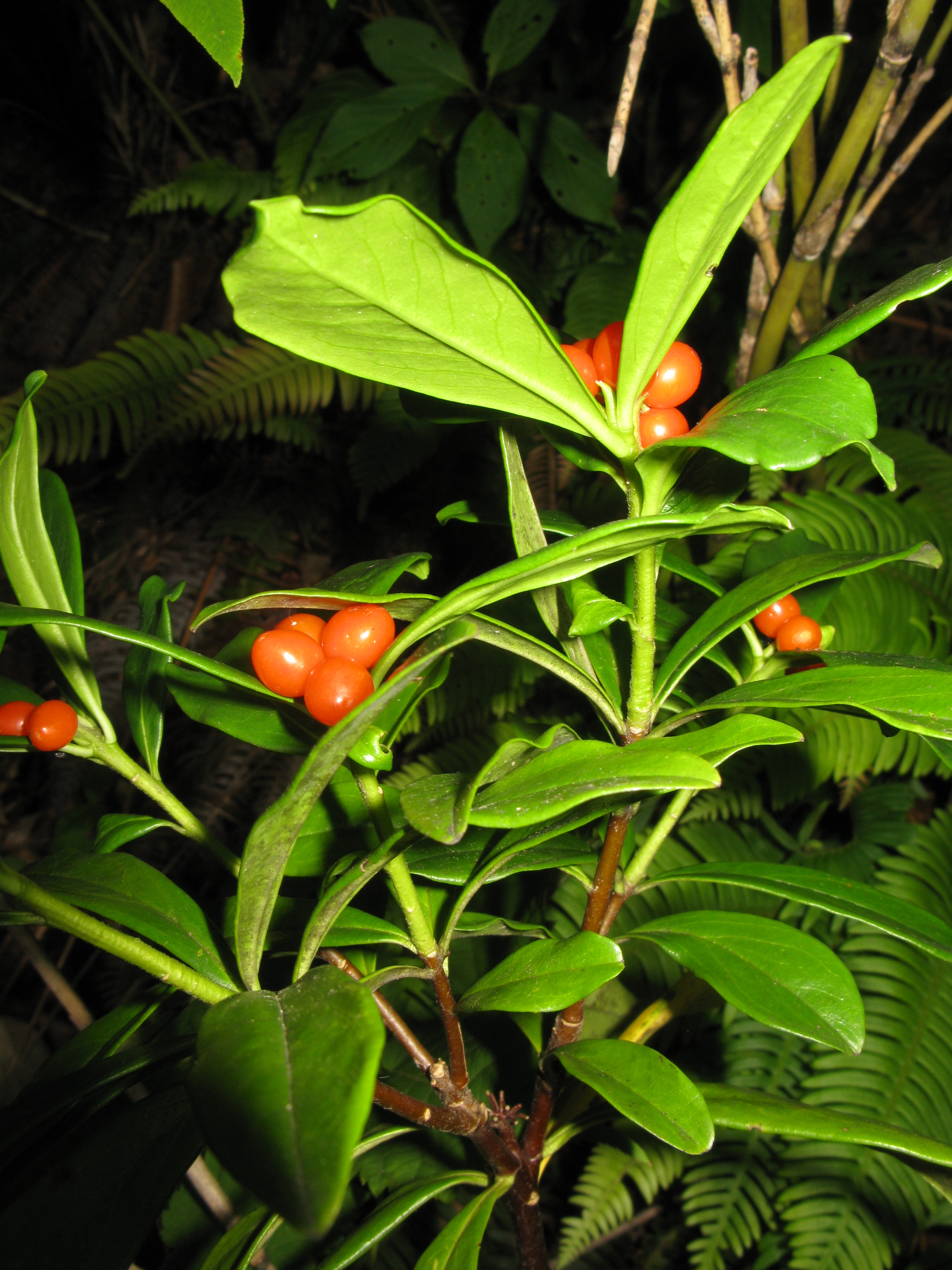